# Житлово-комунальне господарство Львова
Житло́во-комуна́льне господа́рство Льво́ва

## Історія
Згідно з офіційною статистикою, в 1948 році у Львові було житлових будинків 9554 (проживало 236 271 чоловік), 6 бараків (41 осіб) та 295 нежитлових будинків з житловою площею (5025 осіб). 98% всієї житлової площі було з електричним освітленням, з водопроводом 89%, 88% з каналізацією, 75% з підведеною газом, 4,3% з центральним опаленням, а 1,2% без всіх перерахованих побутових благ.
Нестача коштів [у повоєнні роки, 44–45], львівські будинкові управління та школи покривали за рахунок жителів — встановлювали завищені тарифи на комунальні послуги, збирали з учнів гроші на утримання господарського персоналу та опалення шкіл (за Г. Бондар). Відступаючи зі Львова, німецькі війська зруйнували кілька водонасосних станцій. Нерідко єдиним джерелом води були вуличні колодязі. Відновлення водопроводу закінчили в середині 1946 року. Восени 1944 року були введені суворі заходи з економії електроенергії - ліміт споживання, заборона несанкціонованого підімкнення, визначені години використання електроенергії державними установами та організаціями. Приміщення висвітлювали нафтовими лампами.
Основним видом громадського транспорту залишався трамвай. Перший післявоєнний трамвай почав курсувати в березні 1945 року. У червні 1945 року відновили трамвайний маршрут по вул. Городоцькій, який з'єднував центр міста з селищем Богданівка (на лінії було чотири вагони). Взимку 1946 з 180 трамвайних вагонів через несправність курсували лише 35.

## Загальна характеристика
Житлово-комунальне господарство міста переживає значні труднощі. Збільшується кількість старого та аварійного житлового фонду, матеріально-технічна база житлово-комунального господарства вкрай зношена, обладнання застаріле та енергомістке.
Фізичне та моральне старіння конструкцій і внутрішніх систем житлових будівель стало головною причиною зниження якості комунальних послуг, погіршення комфортності, надійності та безпечності умов проживання мешканців міста. З іншої сторони, поганий фізичний стан внутрішньобудинкових систем, низькі теплозахисні властивості огороджувальних конструкцій та відсутність у споживачів технічної можливості для керування споживанням теплової енергії призводять до невиправдано високого рівня обсягів споживання тепла і питної води.

### Житловий фонд
Відбувається тенденція старіння житлового фонду, який здебільшого перебуває у незадовільному технічному стані: до категорії ветхих та аварійних віднесено 164 житлових будинки загальною площею 23,8 тис.кв.м, з яких — 38 аварійних будинків загальною площею 11,6 тис.кв.м, 126 ветхих будинків загальною площею 12,2 тис.кв.м.
Особливо складною є ситуація у центральній частині міста, де розташовано 960 будинків, з яких 65 % є житловими, у тому числі 625 перебувають у незадовільному технічному стані.
Для приведення будинків до належного технічного стану у місті щорічно необхідно ремонтувати не менше 600 житлових будинків, на ремонт яких необхідно у середньому 70 млн грн. на рік.

### ОСББ
Експлуатацію та технічне обслуговування наявного житлового фонду, який перебуває у власності територіальної громади м. Львова, здійснюють 54 підприємства житлового господарства комунальної власності та два підприємства недержавної форми власності, чисельність яких станом на 01.11.2007 р. становила 4716 чоловік.
Станом на 01.01.2007 р. у м. Львові налічувалось 9034 будинки комунальної власності загальною площею 9346,9 тис.м2, з яких у 226-ти будинках створено об'єднання співвласників багатоквартирних будинків (надалі — ОСББ) загальною площею 550,8 тис.м2, що станом на сьогоднішній день становить 2,6 % від кількості будинків комунальної власності.
Окрім цього, у м. Львові є 245 житлово-будівельних кооперативів та 567 відомчих будинків, з яких 77 будинків у 2007 році прийнято у комунальну власність, а 321 будинок планувалося прийняти у 2008 році.
Починаючи з 1996 року, у м. Львові було зареєстровано 176 ОСББ, тобто у середньому 17 об'єднань на рік. У 2007 році значно активізувався процес створення ОСББ, протягом якого у м. Львові зареєстровано понад 50 ОСББ, що свідчить про динаміку їхнього зростання.

### Міський електротранспорт
- Див. Львівський трамвай
- Див. Львівський тролейбус
- Див. Львівський міський рейковий автобус
- Див. Львівелектротранс

### Міські програми розвитку житлово-комунального господарства
- Програма «Капітальний ремонт дахів житлового фонду м. Львова»
- Програма « Капітальний ремонт житлового фонду»
- Програма «Капітальний ремонт протипожежних систем автоматики та димовидалення житлових будинків підвищеної поверховості»
- Програма «Капітальний ремонт та модернізація ліфтового господарства житлових будинків»
- Програма «Упередження аварій та запобігання техногенним катастрофам у центральній частині міста»
- Програма «Передача житлових будинків відомчого фонду, які планується передати в комунальну власність територіальної громади м. Львова»
- Програма «Перевід електроживлення центральної частини міста з 220 В на 380 В»
- Програма « Розпуск загальнобудинкового обліку електроенергії»
- Програма «Ремонт електрощитових житлових будинків»
- Програма «Ремонт систем ЦО, водопостачання та водолвідведення»
- Програма «Створення та забезпечення функціонування об'єднань співвласників багатоквартирних будинків»